# California King Bed
California King Bed je píseň barbadoské zpěvačky Rihanny, kterou nahrála pro své album Loud a zvolila jej jako čtvrtý singl. Song zpěvačka nahrála v nahrávacích studiích v Miami a Milwaukee v roce 2010.
Píseň se dočkala smíšené kritiky. Podle Ryana Dombella, recenzenta serveru Pitchfork Media předvedla Rihanna v písni svůj nejlepší pěvecký výkon.
Andy Kellman ze serveru Allmusic nazval song California King Bed nervózním rockovým nářkem.  Skladba byla použita v reklamě na výrobky značky Nivea.

## Videoklip
Videoklip k písni byl natočen v březnu 2011 a režíroval jej Anthony Mandler, jež s Rihannou spolupracoval už poněkolikáté. Děj se odehrává na osmnáct metrů dlouhé posteli, které bylo speciálně zhotoveno pro tento videoklip.

## Hitparáda
| Země           | Umístění |
| -------------- | -------- |
| Austrálie      | 4        |
| Česko          | 3        |
| Kanada         | 20       |
| Nový Zéland    | 4        |
| Irsko          | 11       |
| Velká Británie | 8        |
| USA            | 37       |
| Slovensko      | 1        |
| Německo        | 8        |